# 邦岛鸬鹚
邦岛鸬鹚（学名Leucocarbo ranfurlyi；英语：Bounty shag）是蓝眼鸬鹚属（或鸬鹚属）的一种鸟类，仅发现于新西兰邦蒂群岛附近海域。体长约70厘米，数量较少，但邦蒂群岛没有外来物种入侵且人迹罕至，所以IUCN仅将其列为易危物种。